# Segestes (geslacht)
Segestes is een geslacht van rechtvleugeligen uit de familie sabelsprinkhanen (Tettigoniidae). De wetenschappelijke naam van dit geslacht is voor het eerst geldig gepubliceerd in 1877 door Stål.

## Soorten
Het geslacht Segestes omvat de volgende soorten:
- Segestes beieri Kästner, 1934
- Segestes brevipennis Willemse, 1977
- Segestes celebensis Karny, 1931
- Segestes cornelii Willemse, 1977
- Segestes decoratus Redtenbacher, 1892
- Segestes frater Hebard, 1922
- Segestes fuscus Redtenbacher, 1892
- Segestes grandis Willemse, 1955
- Segestes punctipes Redtenbacher, 1892
- Segestes stibicki Willemse, 1977
- Segestes unicolor Redtenbacher, 1892
- Segestes vittaticeps Stål, 1877